# Kermode-baribál
A Kermode-baribál (Ursus americanus kermodei) az emlősök (Mammalia) osztályának ragadozók (Carnivora) rendjébe, ezen belül a medvefélék (Ursidae) családjába tartozó fekete medve (Ursus americanus) egyik alfaja.

## Tudnivalók
A Kermode-baribálnak, amelyet „szellem medvének” is neveznek, gyakran nagyon világos színű bundája van. Körülbelül az állomány 10-20 százalékának fehér vagy krémszínű a bundája. Az állatok Brit Columbia partvidékének középső részén élnek, egy viszonylag kis területen. E színeltérést az autoszomális domináns öröklődés okozza. Az állatok nem albinók, nem rokonok a jegesmedvével és nem tartoznak az alaszkai ABC-szigetek „szőke” barna medvéihez. A párzási időszak májustól júliusig tart, az embriók késleltetve ágyazódnak be az anya méhébe. Ha a nősténymedve képes fenntartani a vemhességet, a beágyazódás ősszel megtörténik és télen akár öt bocsból álló alom is születhet.
A kanadai őslakosok „szellem- vagy kísértetmedvének” tartják, és számos mitológiájukban jelen vannak. Kanada csendes-óceáni partvidékén élő kitasoo nép több ezer éve ismeri a fehér medve legendáját, amely szerint a holló, a világ teremtője, fagyott kőből zöldellő kertté változtatta a Földet. Ám mementóul a fagyos múltra, minden tizedik fekete medve szőrét fehérre színezte.
A Kermode-baribál elterjedési területe a brit-columbiai Princess Royal-szigettől Prince Rupertig és Hazeltonig terjed. Az őslakosok Moksgm'ol-nak nevezik anyanyelvükön. 2006 februárjában, Brit Columbia miniszterelnöke a tartomány címerállatának nyilvánította a Kermode-baribált.
A Kermode-baribál egyik kutatójáról, a kanadai Francis Kermode-ről és annak társáról, egy zoológusról, William Temple Hornaday-ról kapta a nevét. Hornaday egyben az állat leírója is.

## A bunda színe
2001-ben rájöttek, hogy mi okozza a világos bunda színét. A melanocortin 1 receptor génben egy nukleotid felcserélődik. A tudósok 220 medvétől vettek DNS-t, és összehasonlítva, mind a huszonkét fehér bundájú medvénél megtalálták az autoszomális domináns öröklődést okozó szakaszt. A fehér színű bunda segíti az állatot a halászatban; egy 2009-es vizsgálat szerint nappali fényben a halak kétszer gyakrabban veszik észre és menekülnek el a fekete, mint a világos égboltnál halványabbnak tűnő fehér medvék elől.